# Jeging
Jeging är en ort och kommun  i Österrike. Den ligger i distriktet Braunau am Inn i förbundslandet Oberösterreich, 240 kilometer väster om huvudstaden Wien. 
Kommunen består av nio orter (Ortschaften) (inom parentes invånarantal 1 januari 2024):

- Abern (178)
- Bernroid (17)
- Gewerbegebiet (4)
- Hochhalting (56)
- Jeging (396)
- Oberedt (60)
- Pfaffing (5)
- Schweiber (69)
- Unteredt (11)